# 南阳镇 (启东市)
南阳镇，是中华人民共和国江苏省南通市启东市下辖的一个乡镇级行政单位。

## 行政区划
南阳镇下辖以下地区：
南阳镇社区、启兴村、益民村、南兴村、锦屏村、南阳村、秉章村、佐鹤村、良仁村、红星村、合丰村、汇城角村、永和村、安平村、中北村、光明村、武陵村、康乐村、北清河村、洪流村、清东村、正谊村、乐庭村、新河村、富兴村、悦兴村、庆丰村、英雄村、永兴村、东昌镇村、曦阳村、元祥村、吴顺村、聚阳村、元庆村、耕南村、南塘村和北塘村。